# Bjarne Andersen
Bjarne Osvald Andersen, född 15 januari 1909 i Stavanger, död 13 augusti 1982 i Oslo, var en norsk skådespelare, manusförfattare, regissör och teaterchef.

## Karriär
Andersen var knuten till Det Norske Teatret 1944–1951, 1952–1958, 1960–1961 och 1963–1979. Han var chef för Rogaland Teater 1958–1960, och för Den Nationale Scene 1961–1963. Bland hans betydande roller kan nämnas: En passagerare i Ugo Bettis Dronning og rebell (La regina e gli insorti), Stomil i Sławomir Mrożeks Tango, biskopen i Henrik Ibsens Kongsemnerne och kaptenen i August Strindbergs Dödsdansen. Han var framgångsrik i Anton Tjechovs skådespel, och var även en banbrytande tolkare av Samuel Becketts dramatik, bland annat som Hamm i Slutspel (Kritikerprisen 1971). Han var en begåvad karaktärsskådespelare som kunde framställa livets förlorare och outsiders, men hörde också till de ledande humoristerna i norsk teater och bemästrade alla komedins discipliner. Han hade också flera regissörsuppdrag.
Andersen hade också biroller i norsk film. Bland hans mest kända filmroller var som Stråmannen i Arne Skouens Nødlanding (1952) och som Petter Åslund i Oddvar Bull Tuhus Streik! (1975). Andersen regisserade också två filmer: Roser til Monica (1956, även manus) och Smuglere i smoking (1957), Norges första långfilm i färg. Han skrev även manuset till Heksenetter (1954). I hörspelssammanhang var han känd som taxichauffören Richardson i Radioteatrets serie God aften, mitt navn er Cox.
Han ledde Norsk Skuespillerforbund mellan 1967 och 1969.

## Filmografi

### Roller (urval)
- 1950 – To mistenkelige personer
- 1952 – Nödlandning
- 1953 – Skøytekongen
- 1954 – Heksenetter
- 1957 – Smuglere i smoking
- 1966 – Svält
- 1975 – Streik!
- 1976 – Resan till julstjärnan

### Regi
- 1956 – Roser til Monica
- 1957 – Smuglere i smoking